# هیمارا
هیمارا (به لاتین: Himara) یک منطقهٔ مسکونی در آلبانی است که در ناحیه ولوره واقع شده‌است.